# David Rachline
Pour les articles homonymes, voir Rachline.
Ne doit pas être confondu avec David Rochline.
David Rachline, né le 2 décembre 1987 à Saint-Raphaël (Var), est un homme politique français.
Membre du Front national depuis 2002, il est maire de Fréjus depuis 2014. La même année, il est élu sénateur, devenant, à 26 ans, le benjamin du Sénat et une figure symbolique de la percée électorale du FN ; il démissionne de son mandat parlementaire en 2017 pour cumul des mandats. Il est réélu maire à l'issue des élections municipales de 2020 et devient premier vice-président de la communauté d'agglomération Var Estérel Méditerranée.

## Famille, jeunesse et vie privée
David Rachline est le fils du militant socialiste Serge Rachline, dont les grands-parents juifs ont migré en France depuis l'Ukraine, et de Dominique Vandra. David Rachline revendique sa non-judéité « selon les codes », expliquant ne pas être circoncis, ne pas avoir eu de Bar Mitzvah, son père étant quant à lui « juif non pratiquant ». Il se définit comme un « agnostique qui cherche ». Il grandit dans une petite maison sur les hauteurs de Fréjus.
Son ancienne compagne et adjointe à la mairie de Fréjus, Julie Lechanteux, est élue députée en juin 2022.

## Parcours politique

### Au sein du Front national
Il explique s'être « intéress[é] de près à l'action politique et militante », puis avoir adhéré au FN après avoir été « scandalisé [des] persécutions politiques, judiciaires et financières » ayant touché Catherine Mégret lorsqu'elle mit en place, en tant que maire de Vitrolles, une allocation de naissance d'un montant de 5 000 F (762 €) pour les enfants de parents français ou ressortissants de l'Union européenne, mesure qu'il soutenait en 2008. Il adhère au Front national en 2002, à l'âge de 15 ans, « extrêmement motivé du fait de l’arrivée de Jean-Marie Le Pen au second tour de l’élection présidentielle ». Selon Libération, son initiative est également influencée par un ami proche de L'Œuvre française. Titulaire d’un baccalauréat professionnel « comptabilité », il abandonne ses études de droit à dix-huit ans pour se consacrer au parti, en particulier pour relancer l'appareil frontiste dans l’est du Var.

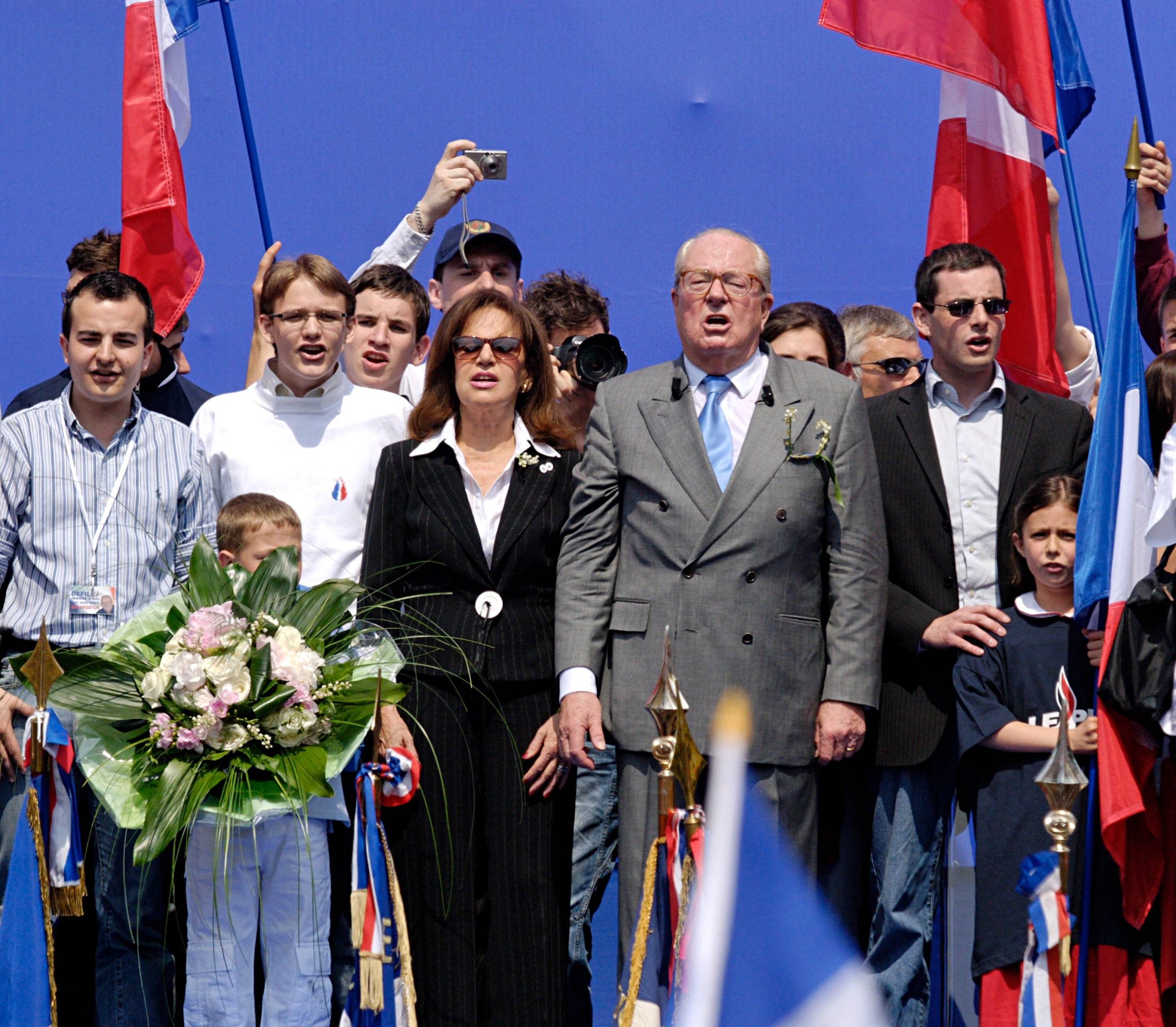
David Rachline (à gauche) lors de la célébration annuelle de Jeanne d'Arc par le FN, en 2007.

En 2006, il accède à la présidence de la section varoise du Front national de la jeunesse (FNJ), ainsi qu'à celle des « Jeunes avec Le Pen »,, et passe par « Génération Le Pen », le mouvement de Marine Le Pen. Il participe activement à la dernière campagne présidentielle de Jean-Marie Le Pen, en 2007 : avec Farid Smahi, il organise la venue de Jean-Marie Le Pen sur la dalle d’Argenteuil (aussi appelé « opération Asperge »), où, deux ans plus tôt, Nicolas Sarkozy avait prononcé des propos polémiques sur le « Kärcher » et la « racaille » ; le succès de l'opération est mitigé. Il est également candidat suppléant aux législatives et élu au comité central du FN en 2007.
En 2009, il prend la tête du Front national de la jeunesse. Abel Mestre et Caroline Monnot indiquent qu'il « a remonté le FNJ alors que cette structure avait presque disparu des écrans radars », et « rendu le FNJ plus “propre sur lui”. Auparavant, les jeunes frontistes étaient plus “radicaux”, dans le discours et dans le style, que leurs aînés. Aujourd’hui,  une partie de la direction ressemble à des militants sortis d’une université d’été des Jeunes Populaires… Mais, pour ce qui est du discours, il est toujours radical : voir les dernières campagnes axées autour de « l’islamisme » et de l’immigration. La nouvelle direction du FN lui reprocherait notamment la dureté avec laquelle il a réglé les "problèmes" avec les jeunes soutiens de Bruno Gollnisch. Certains "Jeunes avec Gollnisch" (JAG) avaient même parlé de "purges rachlino-staliniennes". »  Il occupe ce poste jusqu'en 2011.
Mediapart indique qu'il est « parmi les soutiens les plus actifs » de Marine Le Pen lors de son accession à la présidence du FN. Il est notamment son conseiller Web. Il est cependant sifflé lors du congrès qui voit la fille de Jean-Marie Le Pen être élue à la tête du parti, en raison de sa « réputation d’arriviste ». Lors de l'élection présidentielle de 2012, il est coordinateur de la campagne web de celle-ci et salarié de l'entreprise Riwal de Frédéric Chatillon. La justice relève qu'il s'agissait d'un emploi fictif, ce qui vaut au Front national une condamnation pour « recel d’abus de biens sociaux » confirmée en appel en 2023 dans le cadre de l'affaire Jeanne. 
Une fois Steeve Briois nommé secrétaire général du FN en 2011, il est amené à s'installer à Hénin-Beaumont. En 2013, il devient délégué national du FN à la communication numérique.
Il est le directeur de campagne de Marine Le Pen pour l'élection présidentielle de 2017. Après le départ de Florian Philippot en septembre 2017, il prend la tête du pôle communication du parti.
Lors du XVIe congrès du Front national, il est élu au conseil national du FN (devenu RN).

### Premiers mandats locaux
En 2008, il est élu conseiller municipal de Fréjus.
Deux ans plus tard, il devient conseiller régional de Provence-Alpes-Côte d'Azur, élu sur la liste conduite par Jean-Marie Le Pen.
Lors des élections cantonales de 2011, il est battu de peu dans le canton de Fréjus, réalisant un des meilleurs scores du parti au niveau national : 47,93 % des voix contre le candidat UMP, Élie Brun.

### Maire de Fréjus

#### Élection
En 2014, David Rachline est tête de liste Front national lors des élections municipales à Fréjus. Au premier tour, sa liste arrive en tête avec 40,30 % des suffrages exprimés. Au second tour, sa liste l'emporte avec 45,55 % des voix, devant celles de Philippe Mougin (30,43 %) et d'Élie Brun (24,01 %). Sa mère est aussi conseillère municipale de Fréjus. Fréjus devient ainsi la ville la plus peuplée dirigée par un membre du FN.
Les journalistes Eric Farel, Maxime Fieschi et Mehdi Gherdane relèvent que « s'il a forgé son succès sur l'idéologie classique du Front national habilement distillée dans ses meetings — la priorité nationale, l'insécurité, le refus du clientélisme, etc. —, David Rachline a aussi mené une campagne propre et opportuniste. Dans la course au fauteuil municipal, il a bénéficié d'un contexte favorable, aidé par un ancrage local bien réel, la présence aux affaires d'une municipalité défaillante et la division de la droite traditionnelle ». Le mandat de son prédécesseur Élie Brun, marqué par le surendettement et des pratiques clientélistes qui lui vaudront une condamnation judiciaire, a contribué à lui ouvrir la voie.

#### Opposition au projet de mosquée
Après s'être opposé au projet de mosquée de Fréjus lorsqu'il était dans l'opposition au conseil municipal, et avoir fait de ce dossier l'un de ses principaux thèmes de campagne, il prend un arrêté suspendant le chantier une fois élu. Cet arrêté est suspendu en urgence par le tribunal administratif. Les travaux sont achevés en juin 2015. Malgré l'avis favorable de la commission consultative départementale de sécurité et d'accessibilité, David Rachline refuse de donner l’autorisation d’ouvrir le bâtiment. Le 17 septembre 2015, le tribunal administratif de Toulon ordonne l'ouverture exceptionnelle du bâtiment pour l'Aïd al-Adha. David Rachline organise alors un rassemblement « contre la mosquée illégale » et « une justice à double vitesse », ainsi qu'un référendum sur la question : « Voulez-vous d'une mosquée à Fréjus ? » Selon lui, cette mosquée serait entachée d'« illégalités en matière d'urbanisme et de sécurité ». Il réfute toute « provocation » et stigmatisation des musulmans.
Le 9 novembre 2015, le juge des référés du Conseil d'État estime que le refus d'autoriser l'ouverture du bâtiment constitue une atteinte grave et manifestement illégale à la liberté de culte et à la liberté d’expression. Le 3 décembre 2015, la municipalité est condamnée à verser 6 500 euros à l’association El-Fath, gestionnaire du projet, qui n’a toujours pas pu ouvrir sa salle de prière. Le 19 janvier 2016, le Conseil d'État ordonne au préfet du Var d'autoriser l’ouverture de la mosquée alors que ce dernier l'avait refusée après une demande de l'association El-Fath.
D'après le journaliste à Libération Dominique Albertini, « c’est à [la] pression [de Pierre Sautarel, responsable du site François Desouche] que l’on attribue la croisade du maire FN de Fréjus, David Rachline, contre l’ouverture d’une mosquée dans sa ville – alors que celui-ci semblait avoir renoncé à s’y opposer ».

#### Gestion de la municipalité
Au début de son mandat, il baisse les subventions des centres sociaux de la ville, ce qui conduit notamment à la fermeture du centre de Villeneuve. Il soutient les associations des rapatriés d’Algérie, dont la communauté est importante à Fréjus, et inaugure une stèle en hommage « à tous ceux qui sont tombés pour que vive la France en Algérie ». Il entretient des liens privilégiés avec les principales entreprises locales du BTP, dont certaines sont en situation de quasi-monopole et auxquelles il cède de nombreux terrains communaux, notamment en vue de réduire la dette municipale. Plusieurs de ses projets d'aménagement sont abandonnés ou reportés en cours de mandat : l'un d'entre eux, visant à construire sur la place principale un hôtel et un parking souterrain de 300 places, fait l'objet d'un référendum qui enregistre 76 % d'opposition.
À l'approche du terme de son mandat, Mediapart relève qu'il « se targue [d']avoir renforcé l’attractivité touristique et économique [de Fréjus], d’avoir fait baisser l’insécurité, le tout sans augmenter les impôts, comme il s’y était engagé ». Libération estime que « le bilan de Rachline ne se démarque pas, si l’on exclut ses discours et une gestion où les copains ne sont pas les derniers servis », et n'y voit « rien de nature à trop choquer des électeurs, sur ces terres où la droite rivalise souvent de radicalité avec l’extrême droite ».
Il recrute comme directeur général des services (DGS) Philippe Lottiaux, énarque, candidat malheureux aux élections municipales d'Avignon en 2014, et ancien DGS de Patrick Balkany à Levallois. Il s’entoure d'un certain nombre de transfuges de LR, tels que son premier adjoint Richard Sert, et l’ex-épouse du maire sortant Élie Brun, maintenue à la direction à l’urbanisme. Il confie la gestion des arènes à La Patrouille de l'événement, dirigée par des militants d'extrême droite, Minh Tran Long et Romain Petitjean, dit Romain Lecap. Mediapart indique que sous sa mandature, « le RN réussit à noyauter bon nombre d’associations de la ville », et le maire nomme désormais les présidents des conseils de quartiers.
En octobre 2019, il met en place un couvre-feu pour les mineurs, affirmant qu’en tant que « maire confronté aux réalités, aux plaintes, aux troubles, c’est [sa] responsabilité de rétablir l’ordre ».
La gestion de David Rachline conduit à une forte augmentation de l'endettement de la municipalité. Malgré une politique de cessions de terrains intensives — 54 millions d’euros de propriétés communales ont été vendues entre 2014 et 2022 —, Fréjus est obligée d’emprunter pour réaliser ses investissements, mais aussi pour rembourser sa dette.

#### Réélection
La liste conduite par David Rachline l’emporte au premier tour de scrutin, le 15 mars 2020, dans un contexte de forte abstention (62 %) due à la pandémie de Covid-19 en France. Il est réélu maire par le conseil municipal le 26 mai 2020.
Au sein de la communauté d'agglomération Var Estérel Méditerranée (CAVEM), il est élu premier vice-président avec 41 voix, dont des voix d'élus LR, le conseil communautaire ne comptant que 20 élus RN. Trois de ses adjoints obtiennent eux aussi des vice-présidences aux côtés des élus LR. Frédéric Masquelier, maire divers droite de Saint-Raphaël et président de l'intercommunalité, assure qu'« aucun accord partisan » n’a été passé avec le RN mais revendique un simple accord avec « des maires démocratiquement élus » pour la « gouvernance » d’une agglomération aux compétences purement « techniques ». Par ailleurs, Christopher Pecoul, tête de liste RN à Saint-Raphaël, accède à la fonction stratégique de directeur général de la CAVEM. Mediapart estime ainsi que « l’entourage de Rachline tient aujourd’hui l’essentiel des leviers de la communauté d’agglomération et ce, grâce aux élus de LR ».
Lui-même et Frédéric Masquelier, le président de l'agglomération, décident en décembre 2022 de suspendre les subventions au quartier défavorisé de La Gabelle en représailles à des « débordements » ayant suivi la qualification en quarts de finale de Coupe du monde du Maroc.

### Sénateur
À 26 ans, élu dans le Var à l'occasion des élections sénatoriales de 2014, il devient le plus jeune sénateur de l'histoire de la Cinquième République et l'un des deux premiers sénateurs FN. Dans la foulée, il renonce à ses fonctions de conseiller régional. Le 1er octobre 2017, il fait partie des treize derniers sénateurs (sur un total de 41) à démissionner pour privilégier leurs mandats locaux, en application de la loi sur le cumul des mandats,. Claudine Kauffmann, qui le suivait sur la liste en 2014, le remplace.

### Ligne politique
Au sein du FN, il ne s'inscrit dans aucun clan et présente un profil consensuel. Il est proche de la « GUD connection », un groupe d’anciens militants du Groupe union défense (GUD) qui ont créé un réseau de sociétés travaillant pour le Front national et qui conseillent Marine Le Pen et qui comprend notamment Frédéric Chatillon et Axel Loustau. Il est également réputé proche de Florian Philippot pendant la campagne présidentielle de 2017.
En 2006, dans le contexte du mouvement contre le contrat première embauche, il crée « Force étudiante », un syndicat national « de riposte » à « l’activisme de l’extrême gauche syndicale » et aux blocages des établissements scolaires ; il soutient à la fois les opposants à la loi et les opposants aux manifestations. En 2016, il s'oppose à la fois au projet de loi relative au travail, à la modernisation du dialogue social et à la sécurisation des parcours professionnels, qui selon lui « va faire énormément de mal aux plus fragiles de nos compatriotes, va faciliter la vie aux très grandes entreprises », et aux manifestations contre cette loi, en dénonçant les syndicats « qui bloquent honteusement notre pays ». Dans le cadre des débats au Sénat sur le projet de loi, en juin 2016, il dépose des amendements jugés trop libéraux et favorables aux entreprises par Marine Le Pen, qui lui demande de les retirer et d'appeler au retrait de la loi,. Sur les questions économiques, ses interventions montrent, d'après Public Sénat, « une volonté de contourner les syndicats et de libéraliser le marché du travail ».
De sensibilité nationaliste révolutionnaire et très influencé par l'extrême droite italienne, il fait un passage à Égalité et Réconciliation, le mouvement fondé et présidé par Alain Soral, qu'il invite d'ailleurs à le soutenir lors des élections cantonales de 2008 à Fréjus et à y tenir une conférence. Il se dit alors antisioniste, « tout en étant pour l’État d’Israël, mais aussi complètement pro-palestinien », selon un ancien ami. Il quitte Égalité et Réconciliation en 2009. En 2014, il déclare à ce sujet : « Je n’ai strictement aucun rapport avec Alain Soral depuis qu’il a quitté le FN. J’étais proche de lui parce qu’il était membre du Front national. Mon unique corpus est celui du parti. »
Mediapart relève en 2016 qu'« au Sénat, où il est élu depuis deux ans, l’islam est […] au cœur de ses interventions, même si c’est à la commission de l'aménagement du territoire et du développement durable qu’il siège ».
Au niveau départemental, David Rachline est à l'initiative de plusieurs accords électoraux avec le parti Les Républicains. En 2021, il demande à la direction du RN de n’envoyer aucun candidat dans deux cantons où se présentent le président LR du département, Marc Giraud, et son proche Didier Brémont. Il donne également pour consigne aux conseillers départementaux RN de voter le budget départemental, un choix qui signe traditionnellement l’appartenance à la majorité. Il aurait aussi favorisé la réélection du maire LR de Saint-Raphaël, Frédéric Masquelier, dont il est un allié politique local, au détriment de la liste RN lors des élections municipales de 2020.

## Affaires judiciaires
Le texte peut changer fréquemment, n’est peut-être pas à jour et peut manquer de recul. 
Le titre et la description de l'acte concerné reposent sur la qualification juridique retenue lors de la rédaction de l'article et peuvent évoluer en même temps que celle-ci.

### Accusations de propos haineux
En avril 2017, le parquet de Bobigny ouvre à son encontre et à celle de Steeve Briois une information judiciaire pour avoir partagé en octobre 2016 sur sa page Facebook un message incitant à la violence à l'encontre du maire de Sevran, Stéphane Gatignon.

### Accusations de prises illégales d'intérêts
Le maire de Fréjus est soupçonné de prise illégale d’intérêts dans une affaire qui concerne les conditions de son élection à la présidence de deux sociétés d’économie mixte : « Fréjus Aménagement » et « La gestion du port de Fréjus ». L'audience est prévue au 30 septembre 2025 au tribunal correctionnel de Draguignan,.

### Accusations de favoritisme et de corruption
Dans un ouvrage édité début 2023, la journaliste Camille Vigogne Le Coat dénonce un système de corruption entre le maire de Fréjus et des sociétés locales. En mars 2025, des perquisitions sont effectuées dans la mairie de Fréjus et les sociétés concernées dans le cadre d’une enquête ouverte en janvier 2024 par le parquet national financier. Celle-ci aurait été lancée à la suite des révélations de Camille Vigogne Le Coat. Dans un communiqué de presse, la mairie de Fréjus indique que « La justice suit son cours dans le cadre d’une procédure classique, déclenchée par une série d’articles fallacieux et la publication d’un ouvrage militant à charge contre David Rachline, sans fondement »,.

## Polémiques
L'Express met en cause en 2023 l'existence d'un « système Rachline » à Fréjus. Selon l'hebdomadaire, « à la mairie, l’édile s’entoure d’affidés qui lui doivent tout. Il multiplie les emplois de complaisance et n’hésite pas à "exécuter", selon sa formule, ceux qui ne témoignent pas d’un zèle assez démonstratif. » Son style de vie onéreux le conduit en 2020, lors du premier conseil municipal organisé après sa réélection, à faire voter une augmentation de son indemnité de 800 euros par mois, en dépit du fort taux d’endettement de la ville. Ses indemnités cumulées d'élu avec son mandat de conseiller régional s’élèvent à 9 384 euros brut par mois.
En 2012, dans une vidéo publiée par Le Point, David Rachline rit aux éclats en appuyant sur le mot Führer après que son chauffeur ait dit "la Mercedes, la voiture du Führer". Camille Vigogne Le Coat indique aussi dans son livre, Les Rapaces : Enquête sur la "Mafia Varoise" de Marine Le Pen, qu'un des meilleurs amis d’enfance de David Rachline, militant du Front National historique comme lui, avait pris l’habitude régulièrement de le saluer “Heil Hitler” à la porte du bureau, en claquant les talons, sous couvert d’humour évidemment. Ceci a provoqué une polémique à la suite de la perquisition du 4 mars 2025 à la mairie de Fréjus.
Depuis 2014, la majorité des marchés publics de l'agglomération est attribuée à un « richissime entrepreneur varois », Alexandre Barbero, proche de David Rachline. Une situation d’hégémonie dénoncée dès 2017 par la chambre régionale des comptes et critiquée par la président de région Renaud Muselier, qui décrit « la mise en place d’un système politique d’influence, avec de grandes familles qui sont les seules à être servies ». David Rachline aurait reçu de cet homme d'affaires divers cadeaux, dont une montre de luxe d'une valeur supérieure à 15 000 euros en 2015,.
L'opposition Les Républicains le soupçonne d'avoir fourni entre 2017 et 2020 des emplois fictifs à plusieurs de ses proches, Philippe Vardon et Stéphane Barbier. L'emploi de ce dernier a été visé par la chambre régionale des comptes dans un rapport de 2020. L'opposition reproche également à Rachline d'avoir fait placer Fabien Sgarra, un autre de ses proches, à la tête d'une association en ayant poussé son ancien président à la démission.
Les Rapaces, un ouvrage de la journaliste Camille Vigogne Le Coat, publié en 2023, décrit un système de corruption et de clientélisme mis en place par David Rachline et le RN à Fréjus. David Rachline réfute ces accusations et affirme préparer un dépôt de plainte,. 
David Rachline obtient la protection fonctionnelle dans des procès contre des adversaires politiques. Selon le maire de Fréjus, celui-ci ne fait que défendre sa  « moralité » devant les tribunaux.  La ville de Fréjus dépense plus de 700 000 euros de frais d'avocats entre 2014 et 2019. Selon la conseillère municipale d'opposition Françoise Cauwel assimile cette technique à des procédures bâillons et précise que : « Depuis le début de son mandat, il attaque tout ce qui est dit et publié par ses opposants. Une manière de les épuiser »,.

## Synthèse des résultats électoraux

### Élections municipales
Les résultats ci-dessous concernent uniquement les élections où il est tête de liste.
| Année | Liste | Liste | Commune | 1er tour | 1er tour | 1er tour | 2d tour | 2d tour | 2d tour | Sièges obtenus |
| Année | Liste | Liste | Commune | Voix     | %        | Rang     | Voix    | %       | Rang    | Sièges obtenus |
| ----- | ----- | ----- | ------- | -------- | -------- | -------- | ------- | ------- | ------- | -------------- |
| 2008  |       | FN    | Fréjus  | 2 382    | 12,50    | 3e       |         |         |         | 2 / 43         |
| 2014  | 9 504 | FN    | Fréjus  | 40,30    | 1er      | 10 852   | 45,55   | 1er     | 33 / 45 |                |
| 2020  | RN    | 7 104 | Fréjus  | 50,61    | 1er      |          |         |         | 36 / 45 |                |

### Élections sénatoriales
Les résultats ci-dessous concernent uniquement les élections où il est tête de liste.
| Année | Partis | Partis | Département | Voix  | %     | Rang | Sièges |
| ----- | ------ | ------ | ----------- | ----- | ----- | ---- | ------ |
| 2014  |        | FN     | Var         | 1 072 | 18,99 | 3e   | 1 / 4  |

### Élections cantonales
| Année | Parti | Parti | Canton | 1er tour | 1er tour | 1er tour | 2d tour | 2d tour | 2d tour | Issue |
| Année | Parti | Parti | Canton | Voix     | %        | Rang     | Voix    | %       | Rang    | Issue |
| ----- | ----- | ----- | ------ | -------- | -------- | -------- | ------- | ------- | ------- | ----- |
| 2011  |       | FN    | Fréjus | 6 175    | 39,37    | 1er      | 7 746   | 47,93   | 2e      | Battu |

## Dans la fiction
Dans la bande dessinée d'anticipation de François Durpaire et Farid Boudjellal, La Présidente, où Marine Le Pen gagne l’élection présidentielle de 2017, David Rachline devient ministre de la Santé et des Sports.